# محمد أكسوي (نحات)
محمد أكسوي (بالتركية: Mehmet Aksoy)‏ هو نحات تركي، ولد في 1939 في أوردو في تركيا.